# Mount Gretna
Mount Gretna es un borough ubicado en el condado de Lebanon en el estado estadounidense de Pensilvania. En el año 2000 tenía una población de 242 habitantes y una densidad poblacional de 601 personas por km².

## Geografía
Mount Gretna se encuentra ubicado en las coordenadas 40°14′47″N 76°28′22″O / 40.24639, -76.47278.

## Demografía
Según la Oficina del Censo en 2000 los ingresos medios por hogar en la localidad eran de $62,917 y los ingresos medios por familia eran $87,500. Los hombres tenían unos ingresos medios de $43,333 frente a los $48,125 para las mujeres. La renta per cápita para la localidad era de $43,470. Alrededor del 0.8% de la población estaba por debajo del umbral de pobreza.